# Gunnar Blix (militär)
Gunnar Axelson Blix, född den 15 januari 1887 i Motala, död den 26 april 1945 i Stockholm, var en svensk militär och ämbetsman.
Blix avlade sjöofficersexamen 1907. Han blev löjtnant i flottan 1909 och kapten 1917. Blix genomgick stabskurs vid Sjökrigshögskolan 1918 och var lärare där 1922–1928. Han var fartygschef på olika örlogs- och sjömätningsfartyg 1915–1930, deltog i kartläggningen av Spetsbergen 1920, var avdelningschef för undervattensbåtsavdelningen 1931–1933 och chef på kadettfartyg 1936. Blix befordrades till kommendörkapten 1930 och till kommendör och chef för Västkustens marindistrikt 1937. Han beviljades avsked från flottan 1939 och blev överdirektör och chef för Sjökarteverket samma år. Blix var delegat för Sverige i Internationella hydrografiska byrån i Monaco från 1939 och styrelseledamot i Sjöhistoriska samfundet från 1944. Han publicerade ett antal artiklar och årsberättelser i försvarsfrågor och sjökarteväsen. Blix invaldes som  ledamot av Örlogsmannasällskapet 1925 och av Krigsvetenskapsakademien 1940. Han blev riddare av Vasaorden 1926, av Svärdsorden 1928 och av Nordstjärneorden 1938 samt kommendör av andra klassen av sistnämnda orden 1944.